# Pierre Corneille (homme politique)
Pour les articles homonymes, voir Corneille.
Pierre Corneille est un homme politique français né le 23 janvier 1792 à Carpentras (Vaucluse) et mort le 16 mars 1868 à Paris.

## Biographie

### Jeunesse et formation
Pierre Alexis Corneille naît de Louis-Ambroise Corneille (né en 1756) et de Catherine-Rose Fabre. Il est par son père de la famille du dramaturge tragique Pierre Corneille. Son grand-père paternel, Claude Etienne Corneille (né en 1727), était le bisaïeul de l'auteur.
Il effectue sa scolarité au lycée de garçons de Marseille, où il obtient une bourse du Consul Napoléon Bonaparte, grand admirateur de Pierre Corneille. Il est licencié ès lettres.

### Parcours dans l'enseignement
Pierre Alexis Corneille enseigne d'abord les mathématiques, il devient, après un passage au Pensionnat normal, agrégé d'histoire. Il enseigne au collège de Rouen de 1818 à 1830, avant de devenir recteur d'académie à Pau, puis à Poitiers et à Rouen, en 1834. 

### Parcours politique
Maire de Maucomble, il est député de la Seine-Maritime de 1852 à 1868 ; siégeant dans la majorité dynastique, soutenant le Second Empire. Gendre du maire de Rouen Rémy Taillefesse, son fils Pierre Rémy Corneille lui succède comme député en 1868.

## Hommages et distinctions
Officier de la Légion d'honneur. Il est nommé chevalier de la Légion d'honneur en 1846, puis promu officier en 1866.

## Sources
- « Pierre Corneille (homme politique) », dans Adolphe Robert et Gaston Cougny, Dictionnaire des parlementaires français, Edgar Bourloton, 1889-1891 [détail de l’édition]